# ユーライアラス (軽巡洋艦)
|               | |
| 艦歴          | |
| 発注          | |
| 起工          | 1937年10月21日 |
| 進水          | 1939年6月6日 |
| 就役          | 1941年6月30日 |
| 退役          | 1954年9月19日 |
| 除籍          | 1954年11月 |
| その後        | 1959年解体 |
| 性能諸元      | |
| 排水量        | 基準：5,600トン 満載：6,850トン                                                                                        |
| 全長          | 156m |
| 全幅          | 15.4m |
| 喫水          | 4.3m |
| 機関          | アドミラリティ式三胴型重油専焼水管缶 4基 パーソンズ式オール・ギヤードタービン4基 4軸推進 62,000shp（46 Mw）            |
| 最大速力      | 32.25ノット |
| 航続距離      | 30ノット/1,500カイリ（2,414km） 16ノット/4,240カイリ（6,824km）                                                        |
| 燃料          | 重油 1,100トン |
| 乗員          | 480名 |
| 兵装 (竣工時) | 5.25インチ連装砲 5基 4インチ単装砲 1門 0.5インチ4連装機関銃 2基 2ポンド4連装ポムポム砲 3基 21インチ3連装魚雷発射管 2基 |

ユーライアラス (HMS Euryalus, 42) は、イギリス海軍の軽巡洋艦。ダイドー級。

## 艦歴
1937年10月21日起工。1939年6月6日進水。1941年6月30日竣工。
1941年9月、地中海でマルタへの補給作戦（ハルバード作戦）に参加。ジブラルタルに帰投後、喜望峰まわりでアレクサンドリアへ向かう。11月にアレクサンドリアに着き、地中海艦隊の第15巡洋艦戦隊に加わった。以後地中海で活動し、第1次シルテ湾海戦（1941年12月）、第2次シルテ湾海戦（1942年3月）、ヴィガラス作戦（1942年6月）、コークスクリュー作戦（1943年6月）、ハスキー作戦（1943年7月）、アヴァランチ作戦（1943年9月）などに参加した。
1943年10月にイギリスに戻り、1944年7月まで改修工事を受けた。
ノルウェー沖で作戦を行う護衛空母の護衛に従事したあとインド洋へ向かい、1945年1月に太平洋艦隊に加わった。同月スマトラ島の製油所空襲（メリディアン作戦）に参加し、それから太平洋で対日戦に参加した。
戦後イギリスに戻り予備役となる。1948年に再就役し、地中海や南大西洋に配備された。1954年に退役し、その後解体された。